# Колін Каперник
Колін Ренд Каперник (англ. Colin Rand Kaepernick, нар. 3 листопада 1987 року) — американський професійний гравець в американський футбол на позиції квотербека і політичний діяч. Наразі є вільним агентом; останній раз грав у команді Сан-Франциско Фортинайнерс з Національної футбольної ліги (NFL).
Каперник грав у футбол за Університет Невади, коли Західна атлетична конференція (WAC) двічі назвала його Наступальним гравцем року. Після закінчення університету команда Сан-Франциско Фортинайнерс обрала його у другому раунді драфту NFL 2011. Каперник розпочав свою професійну футбольну кар'єру як резервний захисник Алекса Сміта і став стартером Фортинайнерс у середині сезону 2012 року після того, як Сміт зазнав струсу мозку. Він залишався стартовим квотербеком команди до кінця сезону, привівши свою команду до першої появи на Супербоулі від 1994 року. Упродовж сезону 2013 року, свого першого повного сезону у ролі стартера, Каперник допоміг Фортинайнерс досягти NFC Championship Game. Упродовж наступних трьох сезонів, Каперник втрачав і повертав місце в стартовому складі, а Фортинайнерс не виходили у плей-офф три роки поспіль. Він відмовився від контракту з Фортинайнерс після сезону 2016 року і став вільним агентом.
Під час третьої передсезонної гри Фортинайнерс у 2016 році, Каперник почав сидіти під час виконання національного гімну США перед іграми, а не стояти, як це прийнято, на знак протесту проти расової несправедливості і систематичного гніту в країні. Наступного тижня і впродовж сезону, Каперник почав ставати на одне коліно під час гімну. Ці акції призвели до ширшого протестного руху, який посилився у вересні 2017 року після того, як президент Дональд Трамп запропонував власникам NFL звільнити гравців, які протестують проти національного гімну. У листопаді 2017 року Каперник подав скаргу на NFL та її власників, звинувативши їх у змові не наймати його у сезоні 2017 року.
Станом на кінець сезону NFL 2018 року, Каперник має другий найнижчий відсоток перехоплення (1,77 %), посідає четверте місце за співвідношенням тачдаунів до перехоплень (2,4) й утримує кілька рекордів NFL.

## Подальше читання
- Branch, John (7 вересня 2017). The Awakening of Colin Kaepernick. The New York Times. ISSN 0362-4331. Архів оригіналу за 18 січня 2019. Процитовано 18 січня 2019.